# Lindeman Lake, södra British Columbia
Lindeman Lake är en sjö i Kanada.   Den ligger i provinsen British Columbia, i den södra delen av landet, 3 400 km väster om huvudstaden Ottawa. Lindeman Lake ligger 844 meter över havet.
I omgivningarna runt Lindeman Lake växer i huvudsak barrskog. Runt Lindeman Lake är det mycket glesbefolkat, med 4 invånare per kvadratkilometer.